# Josephine Crawley Quinn
Josephine Crawley Quinn (* vor 1986) ist eine britische Althistorikerin und Archäologin, die zur griechisch-römischen und punischen Geschichte arbeitet.

## Leben
Quinn besuchte von 1986 bis 1991 die katholische Becket Comprehensive School in Nottingham. Ihren BA in Classics erwarb sie 1996 am Wadham College in Oxford. Dann folgten der MA (1998) und Ph.D. (2003) in Alter Geschichte und Mittelalterlicher Archäologie an der University of California, Berkeley. Von 2001 bis 2002 war sie Ralegh Radford Rome Scholar an der British School at Rome. Von 2003 bis 2004 war sie College Lecturer am St John’s College. Seit 2004 wurde sie Associate Professor für Alte Geschichte an der University of Oxford sowie Martin Frederiksen Fellow und Tutor am Worcester College, seit 2019 ist sie Professorin.
Quinn ist Kodirektorin des Oxford Centre for Phoenician and Punic Studies und der britischen Ausgrabungen in Utica (Tunesien).
Neben zahlreichen Artikeln gab Quinn mit heraus: Hellenistic West und The Punic Mediterranean. 2018 folgte In Search of the Phoenicians, worin die Existenz der Phönizier als Volk angezweifelt wurde. Diese Vorstellung sei erst von Ernest Renan angelegt worden und im modernen Libanon aufgekommen, um eine historische Identität gegen die Araber zu stiften. Ausgangspunkt war dabei die große Ausstellung I Fenici in Venedig 1988 (Kurator Sabatino Moscati). Das Buch erhielt den Society for Classical Studies Goodwin Award of Merit 2019.

## Schriften (Auswahl)
- Josephine Crawley Quinn: The Reinvention of Lepcis. Roma 2008 – International Congress of Classical Archaeology Meetings Between Cultures in the Ancient Mediterranean. (PDF) In: Bollettino di Archeologia on line. Ministerio per i beni e le attivitá culturali, 5. August 2010, abgerufen am 14. November 2020.
- mit Andrew Wilson: Capitolia. In: Journal of Roman Studies 103, 2013, S. 117–173 (Digitalisat).
- mit Neil McLynn, Robert M. Kerr, Daniel Hadas: Augustine’s Canaanities. In: Papers of the British School at Rome 82, 2013, S. 175–197 (Digitalisat).
- mit Jonathan Prag (Hrsg.): The Hellenistic West. Rethinking the Ancient Mediterranean, Cambridge University Press, Cambridge 2013, ISBN 978-1-107-03242-2
- mit Nicholas C. Vella (Hrsg.): The Punic Mediterranean: Identities and Identification from Phoenician Settlement to Roman Rule. Cambridge University Press, Cambridge 2018, ISBN 978-1-107-66378-7
- Translating empire from Carthage to Rome. In: Classical Philology 112, 2017, S. 312–331.
- In Search of the Phoenicians. Princeton University Press, Princeton 2018, ISBN 978-0-691-17527-0
- How the World Made the West: A 4,000-Year History. Bloomsbury Press, London 2024, ISBN 978-1-5266-0519-1

## Einzelbelege
1. 1 2  Dr Josephine Crawley Quinn. Abgerufen am 13. November 2020.
2. ↑  Oxford Centre for Phoenician and Punic Studies. Octopus, 2018, archiviert vom Original (nicht mehr online verfügbar) am 29. Oktober 2020; abgerufen am 13. November 2020 (englisch).  Info: Der Archivlink wurde automatisch eingesetzt und noch nicht geprüft. Bitte prüfe Original- und Archivlink gemäß Anleitung und entferne dann diesen Hinweis.
3. ↑  Excavations at Utica by the Tunisian‐British Utica Project 2013. Abgerufen am 17. Dezember 2019 (englisch).
4. ↑  Glen W. Bowersock: Rootless Cosmopolitans. In: The New York Review of Books. 28. Juni 2018, abgerufen am 19. Dezember 2018 (englisch).
5. ↑  2019 Goodwin Award Winners. Society for Classical Studies, abgerufen am 22. November 2019.

| Personendaten    | Personendaten                        |
| ---------------- | ------------------------------------ |
| NAME             | Quinn, Josephine Crawley             |
| ALTERNATIVNAMEN  | Quinn, Josephine                     |
| KURZBESCHREIBUNG | britische Altertumswissenschaftlerin |
| GEBURTSDATUM     | vor 1986                             |